# Monclar (Lot-et-Garonne)
Pour les articles homonymes, voir Monclar.
Monclar est une commune du Sud-Ouest de la France, située dans le département de Lot-et-Garonne (région Nouvelle-Aquitaine).

## Géographie

### Localisation
Commune de Guyenne située sur le Tolzac, perchée à 187 mètres d'altitude.

### Communes limitrophes
Les communes limitrophes sont Brugnac, Castelmoron-sur-Lot, Coulx, Fongrave, Montastruc, Pinel-Hauterive et Saint-Étienne-de-Fougères.
| Coulx               | Montastruc |                           |
| Brugnac             | Monclar    | Pinel-Hauterive           |
| Castelmoron-sur-Lot | Fongrave   | Saint-Étienne-de-Fougères |

### Climat
Pour des articles plus généraux, voir Climat de la Nouvelle-Aquitaine et Climat de Lot-et-Garonne.
Historiquement, la commune est exposée à un climat océanique aquitain.  
En 2020, Météo-France publie une typologie des climats de la France métropolitaine dans laquelle la commune est exposée à un climat océanique altéré et est dans la région climatique Aquitaine, Gascogne, caractérisée par une pluviométrie abondante au printemps, modérée en automne, un faible ensoleillement au printemps, un été chaud (19,5 °C), des vents faibles, des brouillards fréquents en automne et en hiver et des orages fréquents en été (15 à 20 jours).
Pour la période 1971-2000, la température annuelle moyenne est de 13 °C, avec une amplitude thermique annuelle de 15,3 °C. Le cumul annuel moyen de précipitations est de 793 mm, avec 11,4 jours de précipitations en janvier et 6,7 jours en juillet. Pour la période 1991-2020, la température moyenne annuelle observée sur la station météorologique la plus proche, située sur la commune de Verteuil-d'Agenais à 9 km à vol d'oiseau, est de 13,8 °C et le cumul annuel moyen de précipitations est de 821,3 mm,. Pour l'avenir, les paramètres climatiques de la commune estimés pour 2050 selon différents scénarios d’émission de gaz à effet de serre sont consultables sur un site dédié publié par Météo-France en novembre 2022.

## Urbanisme

### Typologie
Au 1er janvier 2024, Monclar est catégorisée commune rurale à habitat dispersé, selon la nouvelle grille communale de densité à sept niveaux définie par l'Insee en 2022.
Elle est située hors unité urbaine et hors attraction des villes,.

### Occupation des sols

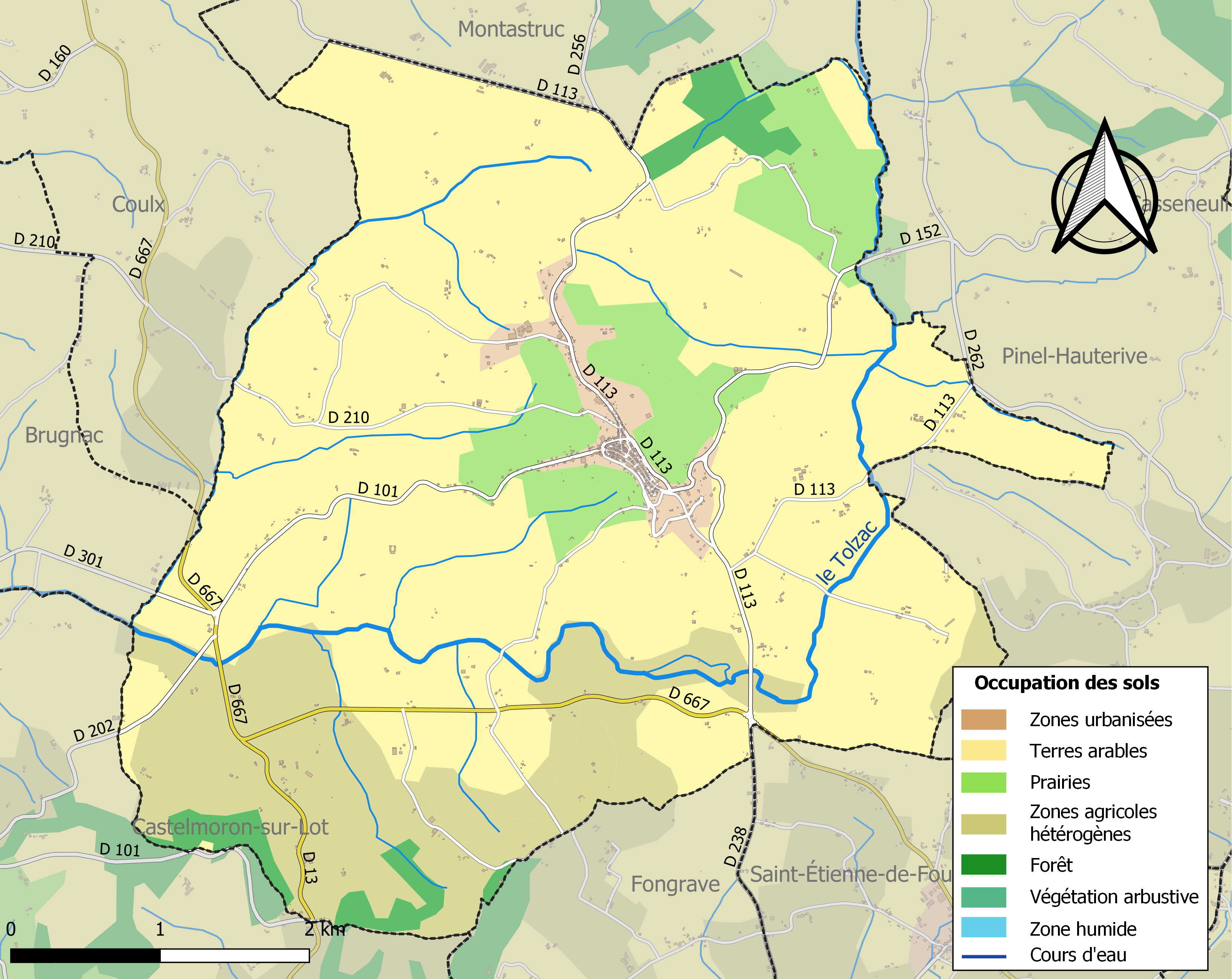
Carte des infrastructures et de l'occupation des sols de la commune en 2018 (CLC).

L'occupation des sols de la commune, telle qu'elle ressort de la base de données européenne d’occupation biophysique des sols Corine Land Cover (CLC), est marquée par l'importance des territoires agricoles (94 % en 2018), en diminution par rapport à 1990 (95,4 %). La répartition détaillée en 2018 est la suivante : 
terres arables (65,8 %), zones agricoles hétérogènes (17,9 %), prairies (9,6 %), zones urbanisées (3 %), forêts (3 %), cultures permanentes (0,6 %). L'évolution de l’occupation des sols de la commune et de ses infrastructures peut être observée sur les différentes représentations cartographiques du territoire : la carte de Cassini (XVIIIe siècle), la carte d'état-major (1820-1866) et les cartes ou photos aériennes de l'IGN pour la période actuelle (1950 à aujourd'hui).

### Risques majeurs
Le territoire de la commune de Monclar est vulnérable à différents aléas naturels : météorologiques (tempête, orage, neige, grand froid, canicule ou sécheresse), inondations, mouvements de terrains et séisme (sismicité très faible). Un site publié par le BRGM permet d'évaluer simplement et rapidement les risques d'un bien localisé soit par son adresse soit par le numéro de sa parcelle.
Certaines parties du territoire communal sont susceptibles d’être affectées par le risque d’inondation par une crue à  débordement lent de cours d'eau, notamment le Tolzac. La commune a été reconnue en état de catastrophe naturelle au titre des dommages causés par les inondations et coulées de boue survenues en 1982, 1993, 1999, 2006, 2009, 2013 et 2021,.
Les mouvements de terrains susceptibles de se produire sur la commune sont des tassements différentiels.

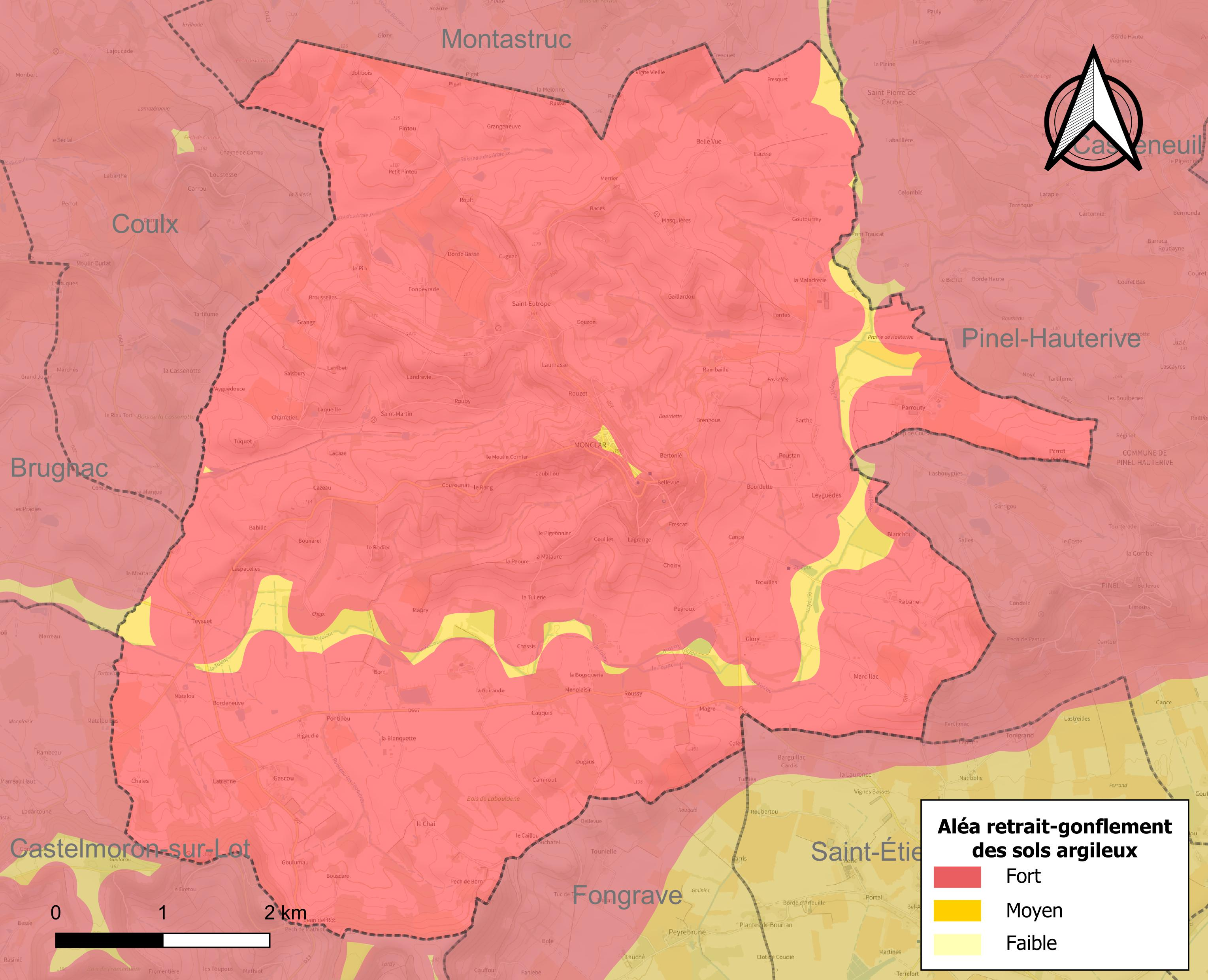
Carte des zones d'aléa retrait-gonflement des sols argileux de Monclar.

Le retrait-gonflement des sols argileux est susceptible d'engendrer des dommages importants aux bâtiments en cas d’alternance de périodes de sécheresse et de pluie. La totalité de la commune est en aléa moyen ou fort (91,8 % au niveau départemental et 48,5 % au niveau national). Depuis le 1er octobre 2020, en application de la loi ELAN, différentes contraintes s'imposent aux vendeurs, maîtres d'ouvrages ou constructeurs de biens situés dans une zone classée en aléa moyen ou fort,.
Concernant les mouvements de terrains, la commune a été reconnue en état de catastrophe naturelle au titre des dommages causés par la sécheresse en 1991, 2002, 2003, 2005, 2011 et 2012 et par des mouvements de terrain en 1999.

## Histoire
Monclar est une bastide fondée en 1256 par Alphonse de Poitiers, comte de Toulouse, dont on peut noter les armoiries sur la moitié droite du blason.
C'était un lieu de passage du chemin de Saint-Jacques-de-Compostelle.

## Politique et administration
| Période                                  | Période   | Identité             | Étiquette | Qualité     |
| ---------------------------------------- | --------- | -------------------- | --------- | ----------- |
| Les données manquantes sont à compléter. |           |                      |           |             |
|                                          |           |                      |           |             |
| mars 1989                                | mars 2001 | Bernard Monset       | SE        | Médecin     |
| mars 2001                                | mai 2020  | Gérard Stuyk         | DVD       | Agriculteur |
| mai 2020                                 | En cours  | Dominique Bouissière |           |             |

## Démographie
L'évolution du nombre d'habitants est connue à travers les recensements de la population effectués dans la commune depuis 1793. Pour les communes de moins de 10 000 habitants, une enquête de recensement portant sur toute la population est réalisée tous les cinq ans, les populations de référence des années intermédiaires étant quant à elles estimées par interpolation ou extrapolation. Pour la commune, le premier recensement exhaustif entrant dans le cadre du nouveau dispositif a été réalisé en 2004.

En 2022, la commune comptait 898 habitants, en évolution de +3,82 % par rapport à 2016 (Lot-et-Garonne : −0,18 %, France hors Mayotte : +2,11 %).
| 1793  | 1800  | 1806  | 1821  | 1831  | 1836  | 1841  | 1846  | 1851  |
| ----- | ----- | ----- | ----- | ----- | ----- | ----- | ----- | ----- |
| 2 141 | 1 607 | 2 144 | 1 974 | 2 173 | 2 154 | 1 984 | 1 891 | 1 980 |

| 1856  | 1861  | 1866  | 1872  | 1876  | 1881  | 1886  | 1891 | 1896  |
| ----- | ----- | ----- | ----- | ----- | ----- | ----- | ---- | ----- |
| 1 873 | 1 842 | 1 755 | 1 772 | 1 710 | 1 664 | 1 528 | 331  | 1 504 |

| 1901  | 1906  | 1911  | 1921  | 1926  | 1931  | 1936  | 1946  | 1954  |
| ----- | ----- | ----- | ----- | ----- | ----- | ----- | ----- | ----- |
| 1 512 | 1 281 | 1 254 | 1 034 | 1 066 | 1 062 | 1 171 | 1 152 | 1 090 |

| 1962  | 1968  | 1975 | 1982 | 1990 | 1999 | 2004 | 2006 | 2009 |
| ----- | ----- | ---- | ---- | ---- | ---- | ---- | ---- | ---- |
| 1 080 | 1 081 | 970  | 977  | 979  | 862  | 911  | 914  | 842  |

| 2014 | 2019 | 2022 | - | - | - | - | - | - |
| ---- | ---- | ---- | - | - | - | - | - | - |
| 854  | 882  | 898  | - | - | - | - | - | - |

## Économie

### Agriculture
Les vergers abondent à Monclar et c'est dans cette région traditionnellement agricole que l'on produit les fameux pruneaux d'Agen à partir des prunes d'Ente.
Les cultures maraîchères côtoient celles de céréales et d'oléagineux.

## Culture locale et patrimoine

### Lieux et monuments
- Les maisons à encorbellement du XIIe siècle.
- L'église Saint-Clair, grand édifice du gothique tardif du XVIe siècle. Le porche occidental a été inscrit au titre des monuments historique en 1957[26].
- Les cornières et mairie sur la place du marché.
- Le monument aux morts par le sculpteur Antoine Bourlange.
- Le château du Rodier.

### Personnalités liées à la commune
- Louis Pons, (1822 - 1888), homme politique, maire de Monclar et conseiller général.
- Jean-Fernand Audeguil (1887 - 1956), homme politique ;
- Inès Cagnati (1937 - 2007), romancière ;
- Roger Louret  (1950 - 2023), directeur de compagnie, dramaturge, comédien, metteur en scène ;
- Muriel Robin (1955 -  ), actrice ;
- Pierre-Alain Leleu (1966 -  ), dramaturge, acteur ;
- Marianne Valéry (1946 -  ), comédienne ;
- Fabrice de la Villehervé, comédien ;
- Aurélie Viel (1974), dramaturge.

### Héraldique
| Blason de Monclar | Blason  | Parti : au premier d'azur aux deux tours d'argent ajourées de sable, celle de senestre plus haute, reliées par un mur aussi d'argent, le tout maçonné aussi de sable, surmonté d'un croissant d'argent et soutenu d'un soleil non figuré d'or, au second mi-parti de gueules à la croix cléchée, vidée et pommetée de douze pièces d'or. |
| Blason de Monclar | Détails | Le statut officiel du blason reste à déterminer. |